# Polisdistrikt
Polisdistrikt är en indelning av ett geografiskt område att patrulleras av en polisstyrka. Indelning i polisdistrikt förekom i Sverige (från 1998 till 2014 i 21 polisdistrikt, som sammanföll med länen) men har sedan 1 januari 2015 ersatts med sju polisregioner. Polisdistrikt förekommer även i vissa polisstyrkor i USA och i Storbritannien.

## Sverige
I Sverige infördes polisdistrikt den 1 januari 1965 för att ersätta polisverksamheten i de tidigare befintliga landsfiskalsdistrikten, samt i de städer som låg utanför landsfiskalsdistrikten, stadsfiskaler och andra polismyndigheter. Varje polisdistrikt hade en polismästare (polischef), och polisdistrikten låg under länsstyrelserna, som var högsta polismyndighet i varje län. I länsstyrelserna fanns en länspolischef med länspolischefexpedition.
Mellan 1973 och 1993 reglerades indelningen av polisdistrikten och den lokala polisorganisationen i Kungörelse (1973:875) om rikets indelning i polisdistrikt.
Regeringen utfärdade Förordning (1993:967) om förfarandet vid förändring av indelningen i polisdistrikt inom ett län som delegerade till respektive länsstyrelse, i samråd med Rikspolisstyrelsen, att fastställa antalet polisdistrikt och därmed antalet polismyndigheter inom sitt län. Under 1990-talet omvandlades polisdistrikten i samtliga län till ett polisdistrikt för varje län med en länspolismyndighet under ledning av en länspolismästare, en reform som var fullt genomförd 1 juni 1998. Länsstyrelsernas tillsynsroll över den lokala polisorganisationen upphörde genom ändringar i polislagen 1998, som trädde i kraft 1 januari 1999.
Polisdistrikt som begrepp i Sverige upphörde 1 januari 2015, genom ändringar i Polislagen, i och med införandet av den centraliserade Polismyndigheten.